# Riksmötets öppnande
Riksmötets öppnande är den ceremoni som officiellt inleder ett nytt riksmöte i Riksdagen. Riksmötet har formellt öppnats när statschefen på talmannens begäran förklarar det för öppnat. Det sker årligen i september, och markerar början av Sveriges riksdags arbetsår efter sommaruppehållet. Vid riksmötets öppnande kan allmänheten få en uppfattning om regeringens planer för det påbörjade arbetsåret, utom i valår och vid förestående regeringsskifte. Dock kan om regeringsskifte har skett regeringens programförklaring nu läsas upp, vilket även kan ske vid ett senare möte.
Grunderna för den denna ceremoni finns föreskrivna i 3 kap. 6 § i riksdagsordningen, utfärdad 2014.

## Riksdagsgudstjänst och sekulär ceremoni
Öppnandet föregås av upprop av riksdagens ledamöter i kammaren, och därefter går majoriteten riksdagsledamöter och ministrar gemensamt till riksdagsgudstjänsten i Storkyrkan, medan några går till den sekulära ceremonin anordnad av Humanisterna. Efter ledamöternas inträde i kyrkan anländer kungafamiljen, vilka intar sina platser i de kungliga logerna närmst altaret och predikstolen. Vid gudstjänsten och den sekulära ceremonin närvarar även särskilt inbjudna gäster, vanligen familjemedlemmar till de nyvalda riksdagsledamöterna, och utländska dignitärer. Gudstjänsten leds antingen av ärkebiskopen i Uppsala, biskopen i Stockholm eller domprosten i Stockholm. Ledamöterna går sedan tillbaka till Riksdagshuset där de går igenom den turkosa trapphallen, Riksdagshusets huvudentré.

## Öppningsceremonin
Till riksmötet anländer kungen med familj med beriden eskort ur Livgardets livbataljon. Kortegen går från Stockholms slott till Riksplan där grenadjärvakt ur Livgardets livkompani paraderar. Då kungen stiger ur vagnen blåses fyra generalsapeller, och talmannen hälsar därefter kungen och den kungliga familjen välkommen och den tillträdande statsministern presenterar sig, musiken spelas av arméns musikkår.
Samtliga ledamöter ställer sig bakom sina respektive platser, kungens följe går genom salen till musik varefter talmännen, statsministern och kungafamiljen ställer sig framför sina platser längst fram i salen. Församlingen sjunger Kungssången, kungen intar sin plats och samtliga övriga närvarande sätter sig, varpå talmannen ber kungen förklara riksmötet öppnat. Kungen håller sitt öppningstal, vilket brukar innehålla dels lyckönskningar till Riksdagens ledamöter men också uppmaningar från kungen att de ska beakta sitt viktiga uppdrag eller liknande. Kungen brukar även i talet väva in vad han anser är de viktigaste frågorna för riksdagen under riksdagsåret. Dessa frågor brukar innefatta uppmaningar om bevarande av demokratin, den konstitutionella monarkin och det fria, civila och humana samhället. Efter sitt anförande förklarar kungen riksmötet öppnat med orden ”Härmed förklarar Jag xxxx/xxxx års Riksmöte för öppnat”.
Det är inte kutym att applådera eller visa någon form av åsiktsyttring vid talet. Denna tradition bröts dock vid 2010 års öppnande då Kungen erhöll applåder då han tackade svenska folket för uppvaktningen vid Kronprinsessparets bröllop. Även efter 2011 års kungatal erhöll han applåder efter talet, som bland annat berört terrorattentaten i Norge 2011 och vikten av att bemöta hot mot demokrati med mer demokrati.
Efter att statschefen förklarat riksmötet öppnat ber talmannen den tillträdande statsministern att gå upp för att läsa upp regeringsförklaringen samt, om regeringen nytillträder eller efter allmänt val, presentera vilka som ska ingå i regeringen. Efter statsministerns tal reser sig samtliga närvarande för att sjunga nationalsången, varefter kungen med följe utträder ur plenisalen och talmannen påkallar att debatten om regeringsförklaringen och budgetpropositionen kan börja.

## Motsvarande ceremoni före 1975
Innan 1975 kallades motsvarande ceremoni för Riksdagens högtidliga öppnande och hölls i Rikssalen på Stockholms slott. Sista gången Riksdagens högtidliga öppnande hölls var den 11 januari 1974, vilket även var den enda gången med Carl XVI Gustaf som kung i uniform läsande trontalet från drottning Kristinas silvertron.